# Camponaraya
Camponaraya (Camponaraia em galego) é um município da Espanha na província de León, comunidade autónoma de Castela e Leão, de área 26,41 km² com população de 138,9 habitantes (2007) e densidade populacional de 138,9 hab./km².

## Demografia
| Variação demográfica do município entre 1991 e 2004 | Variação demográfica do município entre 1991 e 2004 | Variação demográfica do município entre 1991 e 2004 | Variação demográfica do município entre 1991 e 2004 |
| --------------------------------------------------- | --------------------------------------------------- | --------------------------------------------------- | --------------------------------------------------- |
| 1991                                                | 1996                                                | 2001                                                | 2004                                                |
| 3141                                                | 3226                                                | 3333                                                | 3411                                                |